# Agelasta yunnana
Agelasta yunnana är en skalbaggsart som beskrevs av Fernando Chiang 1963. Agelasta yunnana ingår i släktet Agelasta och familjen långhorningar. Inga underarter finns listade i Catalogue of Life.